# ライトール95mm砲

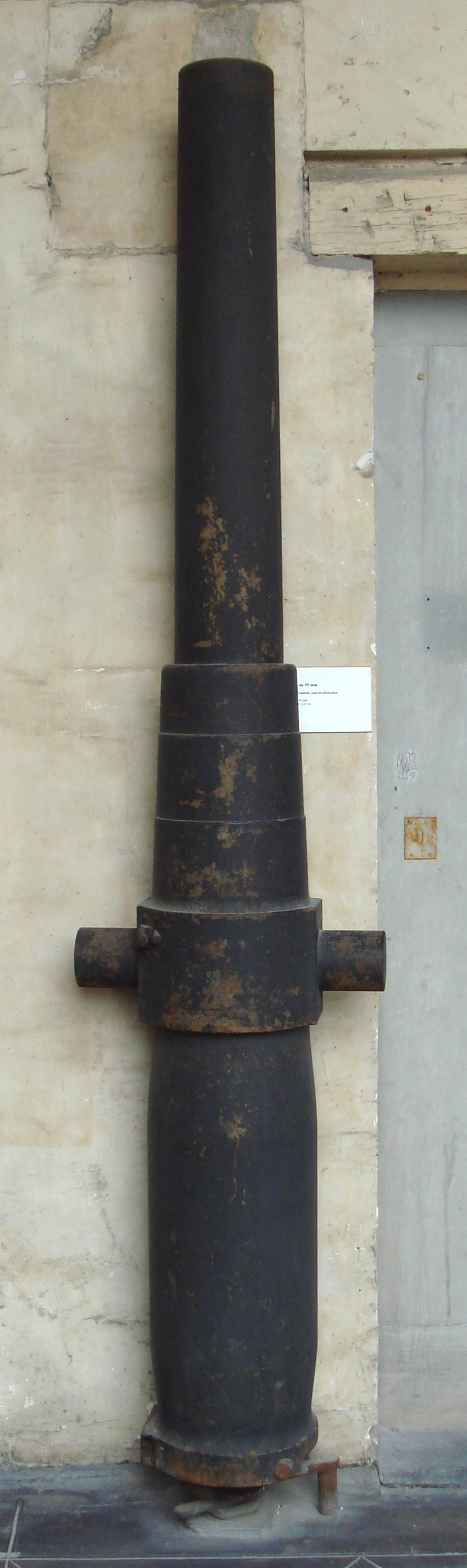
ライトール95mm砲、製造試験モデル。鋼鉄製、全長2.41m

1875年型ライトール95mm砲（仏語：Canon Lahitolle de 95 mm, ou modèle 1875、英語：Lahitolle 95 mm cannon）は、砲兵士官のド・ライトールが開発したフランス陸軍の野砲。ライトール95mm砲は、フランスとしては最初の鋼鉄製野砲であり、また螺式尾栓を採用した初期の砲の一つである（イギリスとプロイセンは16年前に後装式施条砲をすでに採用した）。1875年にフランス陸軍に採用されレフィエ85mm砲を置き換えた。

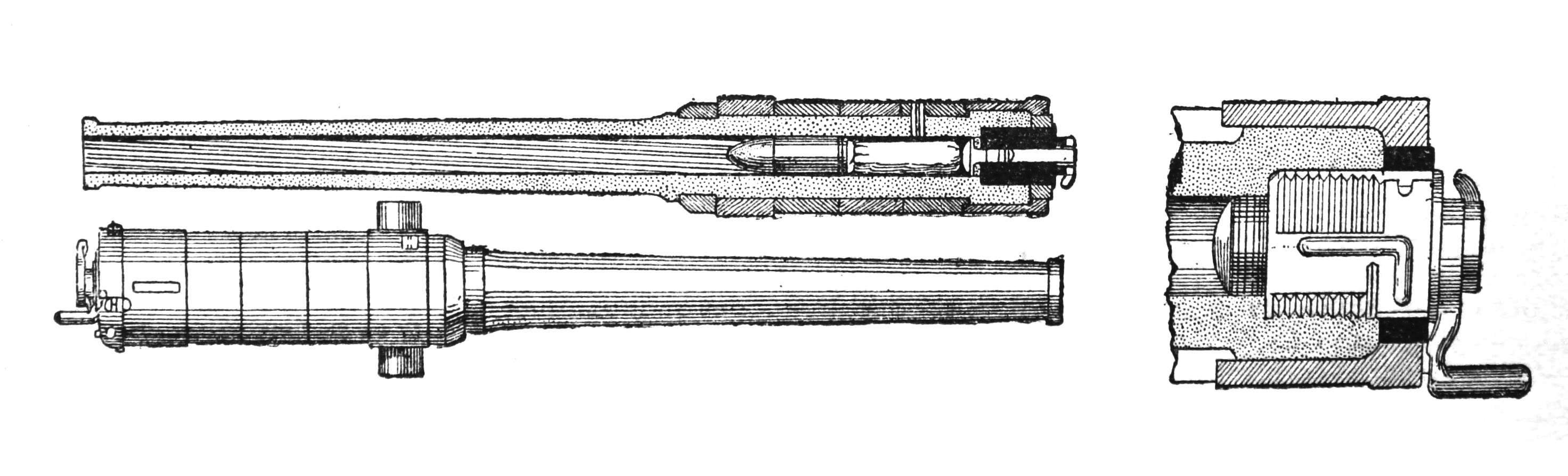
ライトール95mm砲の断面図

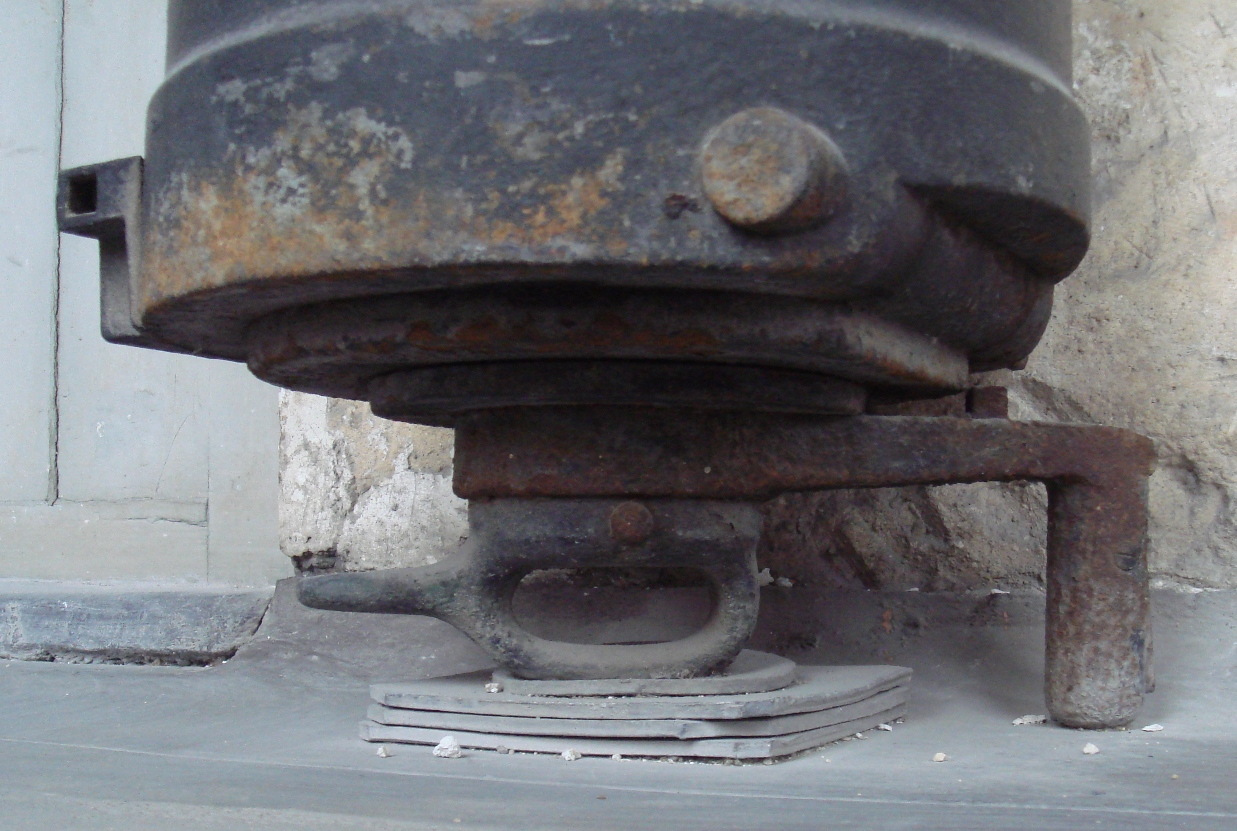
ライトール95mm砲の尾栓

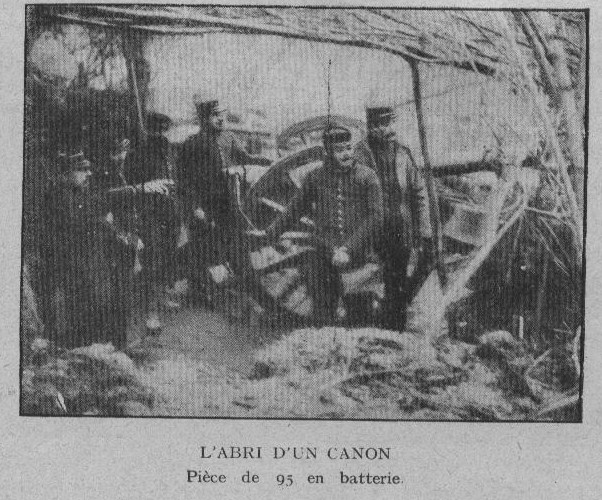
第一次世界大戦におけるライトール95mm砲、1915年

ライトール95mm砲は1877年にド・バンジュ90mm砲に置き換えられた。改良型の1888年型ライトール95mm砲が開発された。新型のM1897 75mm野砲の生産が十分でなかったため、ライトール95mm砲はド・バンジュ90mm砲と共に、第一次世界大戦でも使用された。ライトール95mm砲はマジノ線にも配備された。

## 参考資料
- Robert A. Doughty: Pyrrhic Victory: French Strategy and Operations in the Great War, Belknap Press (November 15, 2005), ISBN 978-0674018808
- David Lehmann: The Maginot Line